# إلى بليك!
إلى بليك! (بالإنجليزية: !Get Blake)‏ أو بليك والفضائيين (بالإنجليزية: Blake and The Aliens)‏ مسلسل رسوم متحركة فرنسي بريطاني من إنتاج وتطوير شركة ماراثون ميديا لصالح شبكة نكلوديون العالمية، بدأ عرضه في 2 مارس 2015 على نيكتوونز للرسوم المتحركة في المملكة المتحدة وإيرلاندا، ومن ثم تلاها على نيكلودين في فرنسا في 13أبريل 2015، وبعدها على نيكلودين العربية، وعرض لأول مرة على قناة جولي الفرنسية في أواخر عام 2015. يتألف المسلسل من 52 حلقة ويتحدث عن الشاب بليك الذي اختير ليكون رائد الفضاء المنقذ للبشرية حيث يواجه اعداء وهم مخلوقات فضائية تشبه السناجب نوعا ما.
قام بتأليف هذا المسلسل المختص في الرسوم المتحركة أنطوان جيلبو الفرنسي. خبرة جيلبو السابقة قي الرسوم المتحركة تجسدت في الكتابة وتحضير لوحات القصص (الستوري بورد) للرسوم المتحركة مثل حياة روكو الحديثة وكامب لازلو وفارس وفادي.

## الشخصيات
ملاحظة: مؤدي الصوت بين قوسين
- بلايك مايرز
- ميتش دي لا كروز
- ماكسُس (جون تي فيشر)
- جيروم (داني كاتاينا)
- ليونارد (كيفن جليكمان)
- جنرال الفضائيين (كيفن جليكمان)
- زوركا (؟)
- سكاي جاندرسون (كايتي لي)
- روي كرونك (فاروق توحيد)
- ديل مايرز (ديريك دريسلر)
- دارلا مايرز (تارا كونسولي)
- رودريغو دي لا كروز
- كارمن دي لا كروز (Yeni Álvarez)
- الدكتور بيورن جاندرسون والد سكاي
- إيزابيل جاندرسون والدة سكاي
- صن شاين جاندرسون اخت سكاي الرضيعة
- فاست إددي كلب الجار

## الحلقات

### الموسم الأول (2015-2016)
| رقم | اسم الحلقة              | تاريخ البث الاصلي (فرنسا) |
| --- | ----------------------- | ------------------------- |
| 1   | إلى التقلص              | 2 مارس 2015               |
| 2   | إلى التحبير             | 3 مارس 2015               |
| 3   | إلى البيتزا             | 4 مارس 2015               |
| 4   | إلى عصور ما قبل التاريخ | 5 مارس 2015               |
| 5   | إلى القديم              | 6 مارس 2015               |
| 6   | إلى التجمد              | 9 مارس 2015               |
| 7   | إلى فقدان الذاكرة       | 10 مارس 2015              |
| 8   | إلى السمكة              | 11 مارس 2015              |
| 9   | إلى الكلب               | 12 مارس 2015              |
| 10  | إلى التجارة             | 13 مارس 2015              |
| 11  | إلى التحسن              | 16 مارس 2015              |

## البث
كان من المفترض ان يتم عرض إلى بلايك! على نيكلودين الولايات المتحدة في إبريل 2015 ولكن بدلاً من ذلك بدأ عرضه على نيكتوونز في 20 إبريل 2016. عُرض هذا المسلسل على نيكولودين في أفريقيا في 6 أبريل ولكن تم نقله لاحقاً إلى نيكتوونز الأفريقية في 2 نوفمبر ليتم عرض الحلقات الجديدة. أما في أستراليا ونيوزيلاند بدأ عرضه في 17 ماي.

## روابط خارجية
- إلى بليك! على موقع IMDb (الإنجليزية)
- إلى بليك! على موقع كينوبويسك (الروسية)
- إلى بليك! على موقع قاعدة بيانات الفيلم (الإنجليزية)